# Spøta
Die Spøta (norwegisch für Stricknadel) ist ein Felssporn im ostantarktischen Königin-Maud-Land. Im Mühlig-Hofmann-Gebirge erstreckt er sich vom nordzentralen Teil des Hochlinfjellet.
Norwegische Kartographen, die ihn auch benannten, kartierten ihn anhand von Vermessungen und Luftaufnahmen der Dritten Norwegischen Antarktisexpedition (1956–1960).